# U 434 (Kriegsmarine)
De U 434 was een U-boot van het type VII C van de Duitse Kriegsmarine tijdens de Tweede Wereldoorlog. De U 434 stond onder bevel van luitenant-ter-zee Wolfgang Heyda toen die op 18 december 1941 tot zinken werd gebracht. Hierbij vielen twee doden.

## Geschiedenis
Op 18 december 1941 viel een groep Duitse U-boten het konvooi HG-76 aan. dat vanuit Gibraltar vertrokken was op 14 december met een zwaar escorte onder leiding van de escorte commandant-kapitein Frederick Johnnie Walker.
De U 131 en U 127 waren al verloren gegaan, maar toch bleven de U-boten met hun aanvallen doorgaan op het konvooi. Op een gegeven moment werd de commandant Wolfgang Heyda met zijn U 434 gelokaliseerd door de beide torpedobootjagers HMS Blankney en HMS Stanley.
De beide Britse oorlogsbodems bestookten hem met dieptebommen.
Zwaar beschadigd en met twee doden aan boord kwam Heyda aan de oppervlakte. De Duitse bemanning werd door de beide torpedobootjagers opgepikt. De U 434 zonk ten noorden van Madeira, Portugal in positie 36° 15′ 0″ NB, 15° 48′ 0″ WL.